# Base Aérea de Cañadillas
La Base Aérea de Cañadillas (OACI: LE0255) es un aeródromo privado, propiedad de la Junta de Comunidades de Castilla-La Mancha, que se encuentra situado en el paraje conocido como "Las Cañadillas", cercano a la localidad de Fuente - Higuera dentro del término municipal de Molinicos, en la provincia de Albacete, comunidad autónoma de Castilla-La Mancha (España).
El aeródromo se encuentra a menos de nueve kilómetros de la localidad de Molinicos, y a tres de Fuente - Higuera en la CM-412, (Almansa - Porzuna). El aeródromo está destinado generalmente a la lucha contra incendios y emergencias.

## Historia

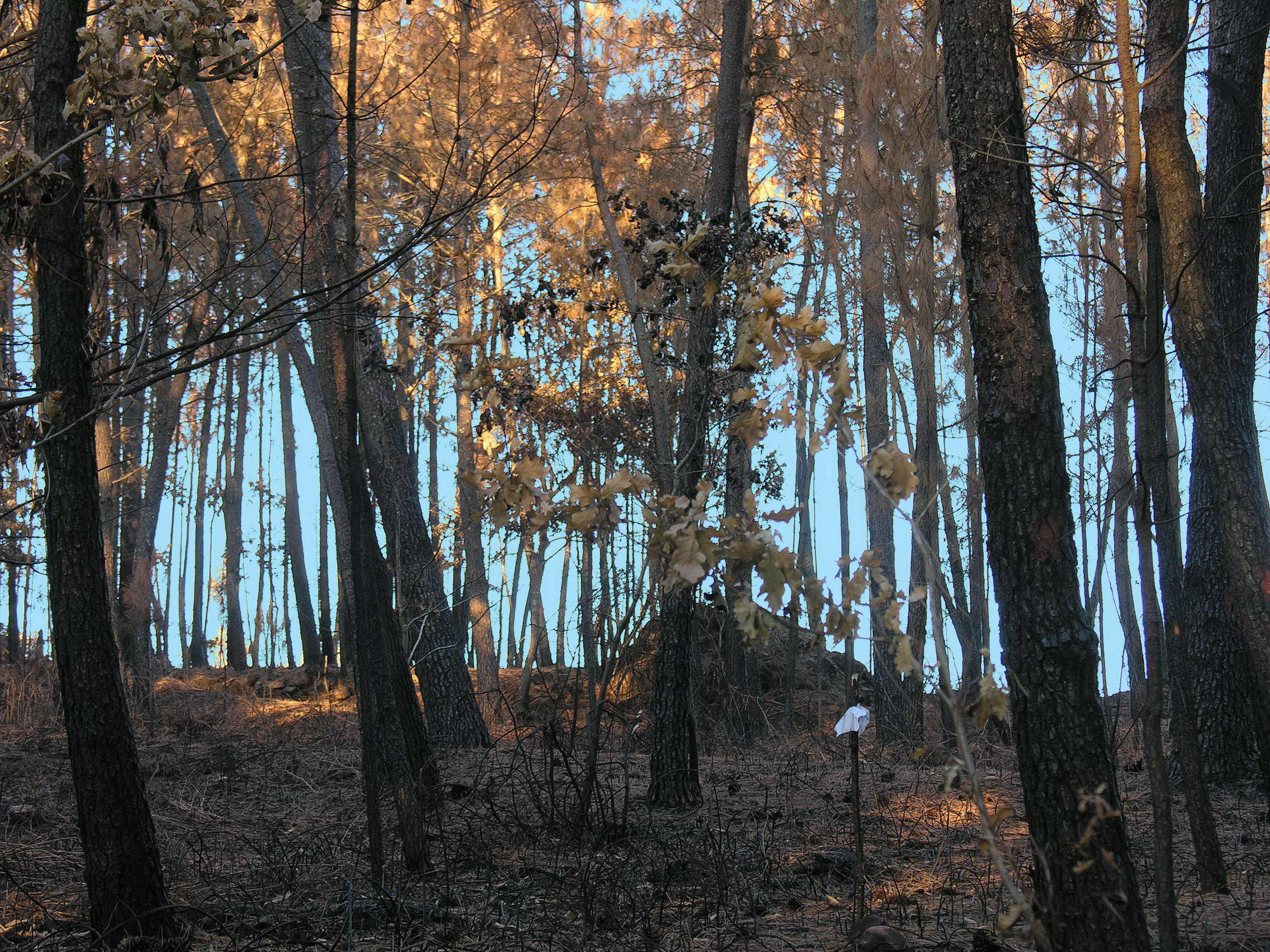
Bosque arrasado durante un incendio forestal.

Tras el incendio que asoló gran parte del vecino municipio de Yeste y del sur de Molinicos en 1994, y que asoló cerca de 14.225 hectáreas, encontrándose en 2005 entre los 20 incendios forestales más devastadores de España, y en la que tuvieron que ser evacuadas 1.300 personas, se construyó la pista forestal en el paraje de Cañadillas, así como otras obras auxiliares del aeródromo.
Tras sufrir pequeñas modificaciones y obras de menor calado, en mayo de 2010 finalizan las obras de construcción del Centro Comarcal de Emergencias de la Sierra del Segura, que anunció la Junta de Comunidades de Castilla-La Mancha en abril de 2009, y con un presupuesto de 1.867.685,53 Euros.
También en 2010, el Ministerio de Medio Ambiente, Medio Rural y Marino del Gobierno central da una prórroga para ampliar las instalaciones para que puedan operar dos retenes helitransportados, ampliando hangares, nuevas dependencias y alojamientos y una nueva sala de reuniones.

## Centro Comarcal de Emergencias
El Centro Comarcal de Emergencias de la Sierra del Segura, cuenta con un helipuerto con capacidad para tres naves, con una superficie de más de 8.000 m²; un hangar con 544 m², con un equipo mecánico para cada helicóptero y el edificio principal que tiene una superficie de 560 metros cuadrados.
Dicho edificio cuenta con una estancia para los pilotos, otra para los brigadistas, con su propia cocina, un gimnasio, dos vestuarios, una sala de usos múltiples (para dar formación e información) y la sala del emisorista, que cuenta con una red de comunicaciones que opera con doble banda, la aérea y la terrestre y desde la que se puede controlar todo el helipuerto.
Además tiene un generador eléctrico, para que la base pueda operar aunque falle el suministro, un sistema de abastecimiento de agua potable, calefacción de biomasa y un gran depósito de agua para que los helicópteros puedan cargarse en caso de que haya un incendio, (compuesto por 24 especialistas, dos responsables helitransportados y dos técnicos), y un hangar.
Características:
- Helipuerto para uso diurno.

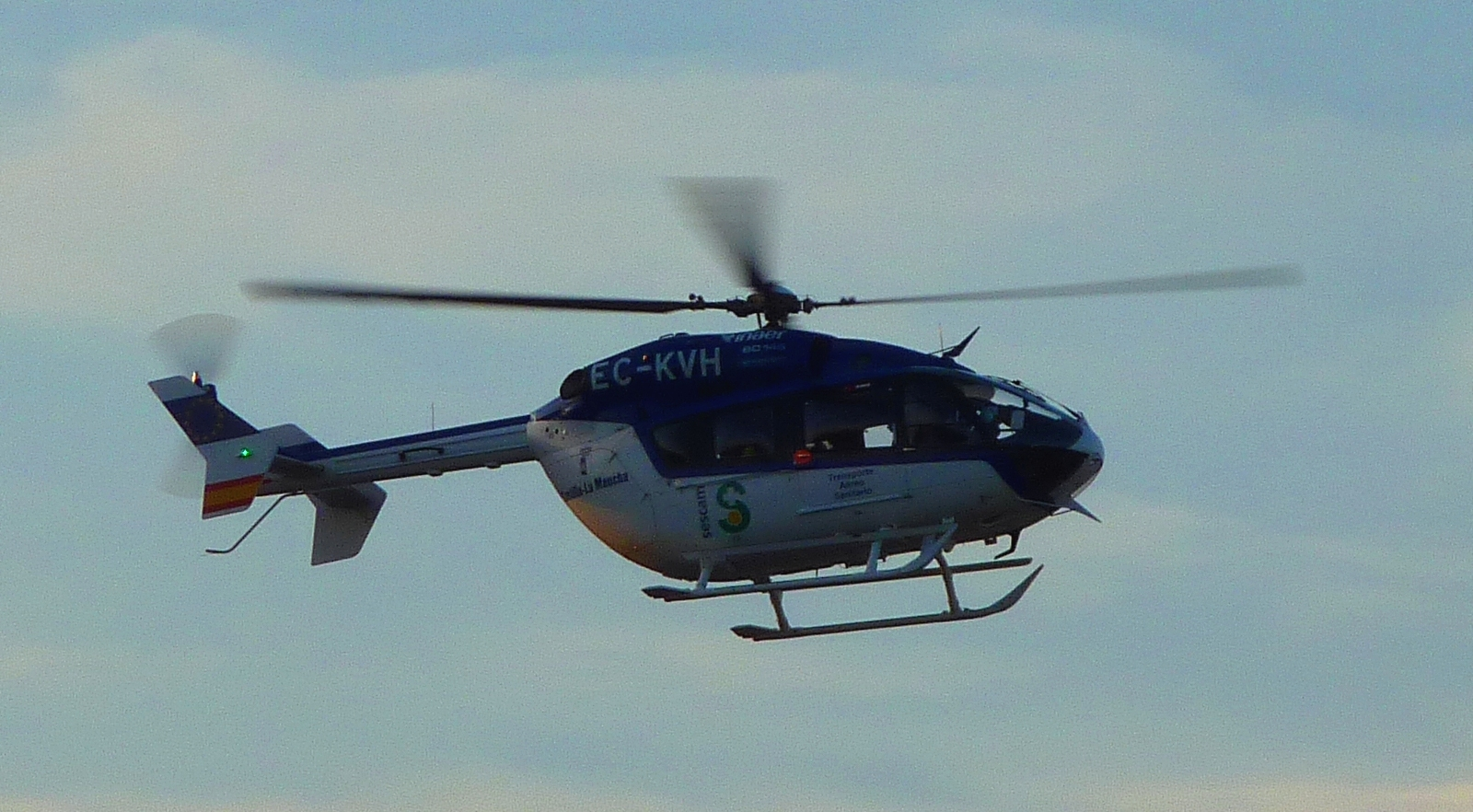
Helicóptero del SESCAM en pleno vuelo.

- Plataforma de estacionamiento para tres helicópteros.
- Edificación para estancia de dos brigadas de extinción y pilotos de los helicópteros.
- Hangar para resguardo de un helicóptero y camiones autobomba.
- Instalación petrolífera para almacenamiento y suministro de carburante JET-A1.
- Zona de aparcamiento.

### Pista forestal
La Base de Cañadillas cuenta con:
- Pista de 880 m de tierra.
- Calle de rodadura de acceso a plataforma.
- Suministro de combustible: dos depósitos de combusrtible para aviación, una de Avgas 100LL y otra de Jet A1.

## Helipuerto
El helipuerto se creó para los helicópteros del servicio de extinción de incendios (INFOCAM), aunque puede ser empleado por otros servicios de emergencias. Cuenta con:
- Plataforma irregular de dimensiones máximas 102 x 81 metros, donde se desarrollan las distintas superficies requeridas por la normativa aeronáutica de referencia.

- Área de aproximación final y despegue (FATO) con una plataforma rectangular de hormigón de dimensiones 80x30 metros.

- Plataforma rectangular de dimensiones 74,4 x 19 metros, capaz de albergar el estacionamiento de 3 helicópteros del servicio de extinción de incendios de Castilla-La Mancha.